# Lijst van burgemeesters van Kortgene
Dit is een lijst van burgemeesters van de voormalige Nederlandse gemeente Kortgene (vroeger ook wel Cortgene) totdat die op 1 januari 1995 fuseerde met Wissenkerke tot de nieuwe gemeente Noord-Beveland.
| Ambtsperiode | Naam burgemeester                              | Partij of stroming | Bijzonderheden                                                         |
| ------------ | ---------------------------------------------- | ------------------ | ---------------------------------------------------------------------- |
| 1787 - 1800  | Pieter (P.) Vader                              |                    |                                                                        |
| 1800 - 1846  | Abraham (A.) Vader                             |                    | zijn zoon Pieter Hendrik Saaymans Vader is Tweede Kamerlid geweest     |
| 1847 - 1853  | Adriaan (A.) van Damme                         |                    |                                                                        |
| 1854 - 1878  | J.H. (Johannes Hendrikus) Bijbau (1821-1891)   |                    | tevens burgemeester van Kats en Colijnsplaat                           |
| 1879 - 1891  | mr. L.A. (Leendert Abraham) Bijbau (1852-1927) |                    | tevens burgemeester van Kats en Colijnsplaat; zoon van zijn voorganger |
| 1892 - 1899  | W.F.J. Wagtho                                  |                    | tevens burgemeester van Kats en Colijnsplaat                           |
| 1900 - 1905  | Dirk Rudolph Wijckerheld Bisdom                |                    |                                                                        |
| 1905 - 1917  | A.G.C. Danckaerts                              |                    |                                                                        |
| 1918 - 1925  | Jan (J.) Snellen                               |                    |                                                                        |
| 1925 - 1927  | jhr. Lodewijk (L.) van Citters                 |                    |                                                                        |
| 1928 - 1933  | J.C. Schuilwerve                               |                    |                                                                        |
| 1933 - 1937  | mr. J.D. Koster                                |                    | later burgemeester van Heerde                                          |
| 1937 - 1943  | A.A. Schuit                                    |                    | tevens burgemeester van Kats en Colijnsplaat (beide 1940-1941)         |
| 1943 - 1944  | L.C. Slings                                    | NSB                |                                                                        |
| 1944 - 1965  | A.A. Schuit                                    | PvdA               |                                                                        |
| 1966 - 1976  | Piet (P.J.) Evers                              | PvdA               |                                                                        |
| 1976 - 1983  | Jaap (J.L.D.) van der Linde                    | PvdA               |                                                                        |
| 1983 - 1992  | Edith (E.J.) Hoogendijk-van Duijn              | PvdA               |                                                                        |
| 1992 - 1995  | T.A. Vogel                                     | SGP                | waarnemend                                                             |